# Monk Montgomery

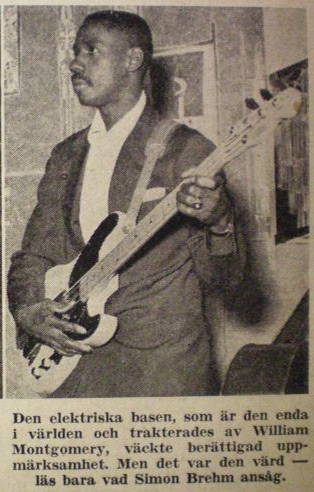
Monk Montgomery in 1953

William Howard "Monk" Montgomery (Indianapolis, 10 oktober 1921 – Las Vegas, 20 mei 1982) was een Amerikaanse jazzbassist. Hij speelde zowel de contrabas als de basgitaar. Hij was een broer van de gitarist Wes Montgomery en de vibrafonist en pianist Buddy Montgomery. Met zijn broers bracht hij een aantal albums uit.

## Biografie
Montgomery was misschien de eerste belangrijke basgitarist in de jazz: hij introduceerde de Fender Precision Bass in de jazz in 1951. Rond die tijd begon ook zijn professionele muzikale carrière. Van 1951 tot 1953 speelde hij bij het orkest van Lionel Hampton. Daarna werkte hij met zijn broers en Alonzo Johnson in het Montgomery Johnson Quintet. In 1957 formeerde hij met Buddy, de pianist Richard Crabtree en drummer Benny Barth de groep Mastersounds, waarin ook Wes Montgomery af en toe speelde. In 1960 speelde hij met zijn broers in het Montgomery Brothers Quartet. In 1965 speelde hij bij Jack Wilson en in 1966 met Cal Tjader. In 1968 trad hij met zijn broers nog eenmaal op tijdens het Berkeley Jazz Festival; Wes Montgomery overleed in datzelfde jaar.

Daarna werkte Monk Montgomery met Bill Cosby en had hij eigen groepen. Van 1970 tot 1972 speelde hij in het trio van Red Norvo in Las Vegas. In het begin van de jaren zeventig nam hij ook af en toe op. Daarna speelde hij mee op het album Ellington Is Forever (1975) van Kenny Burrell.

## Discografie

### Als leider
- It's Never Too Late, 1969 (Mo Jazz, 1994)
- Bass Odyssey, Chisa, 1971
- Reality, Philadelphia International, 1974

### Mastersounds
- Jazz Showcase, World Pacific Records, 1957
- Swinging With the Mastersounds, Fantasy, 1960
- A Date With the Mastersounds, Fantasy, 1961

### Montgomery Brothers
- Montgomeryland, World Pacific Records, 1958
- A Date With the Montgomery Brothers, Milestone, 1961
- George Shearing With the Montgomery Brothers, 1962
- Groove Yard, Riverside, 1961
- Encores, Milestone, 1963
- Wes' best (Wes Montgomery And His Brothers, compilatie), Fantasy, 1967
- The Montgomery Story, Fontana, 1961[1]